# Max Grenander
Max Grenander, född 6 november 1873, död 4 juli 1953 i Stockholm, var en svensk ingenjör. Han var bror till Sven Grenander.
Grenander tog examen vid Tekniska högskolan 1897, filosofie licentiatexamen i Uppsala 1901 och var från 1903 rektor och föreståndare för Tekniska skolan i Eskilstuna och statens maskinfackskola där. Grenander verkade även som populärvetenskaplig författare och föreläsare.